# Середовище зв'язку відкритих систем
Середовище зв'язку відкритих систем (модель OSI) — це модель, яка описує як  повинні взаємодіяти мережеві протоколи і обладнання. За стандартом 7498 ISO середовище зв'язку відкритих систем розділене на сім рівнів. Рівні п'ятий-сьомий орієнтовані на обслуговування прикладних процесів, а рівні перший-четвертий — на надійне передавання даних, тобто на мережу.

## Прикладний рівень
Прикладний рівень забезпечує різні форми взаємодії прикладних процесів, розміщених у різних системах. Сьогодні[коли?] можна виділити такі форми протоколів прикладного рівня:
- керування терміналами: гарантує приєднання і роботу віддаленого термінала з комп'ютером
- керування діалогом: сполучає процеси та веде діалог між ними
- керування файлами: реалізує доступ до файлів різних файлових систем
- керування задачами;
- керування системою;
- забезпечення цілісності: виявляє помилки, виводить процеси з тупикових ситуацій

Така різноманітність протоколів зумовлена різноманітністю завдань, які вирішують на прикладному рівні. Вибрати потрібний протокол можна динамічно за допомогою спеціального протоколу, який називають протоколом керування контекстом.

## Рівень відображення
Рівень відображення відображає та перетворює дані, якими обмінюються прикладні процеси. Потреба у рівні відображення зумовлена тим, що різні комп'ютери та пристрої, приєднані до мережі, можуть мати різні форми наведення даних: 8-, 16-, 32-, 64-розрядні, різні системи команд та ін. Можна виділити три різні форми відображення даних: комп'ютера-джерела інформації, мережі, комп'ютера-приймача інформації. Рівень відображення призначений для того, щоби спосіб відображення інформації в окремих комп'ютерах не впливав на формат інформації в мережі. Кожна інформація, яку формує прикладний рівень для передавання, має два аспекти — семантику і синтаксис. Семантика описує зміст повідомлення і є незмінною. На рівні ж відображення відбувається перетворення синтаксису.
Протоколи рівня відображення виконують велику кількість різноманітних функцій, а саме:
— вибір (узгодження між прикладними процесами) потрібної форми відображення даних;
— перетворення даних (кодів, форматів);
— шифрування інформації.
Результат діяльності рівня відображення виявляється під час діалогів (сеансів) об'єктів рівня відображень і узгодження форми наведення інформації.

## Сеансовий рівень
Сеансовий рівень дає змогу організувати діалогові сеанси між прикладними процесами. Під час роботи сеансового рівня в користувача складається враження, що прикладні процеси розташовані на одному потужному локальному процесорі.
Транспортний рівень надає прикладним об'єктам сполучення через усі фізичні засоби мережі незалежно від реальної конфігурації цього сполучення. Таке сполучення називають наскрізним. Сполучення, гарантоване транспортним рівнем, повинно бути прозорим, тобто не залежати від кодів інформації вищих рівнів. Для ефективнішого передавання даних на транспортному рівні є кілька класів сервісу, які відрізняються параметрами — перепускною здатністю, часом передавання, часом налагодження сполучення, допустимою ймовірністю помилок.

## Транспортний рівень
Транспортний рівень не тільки дає змогу вибрати певний клас сервісу, а й поновлює блоки даних, втрачені на першому-третьому рівнях. У випадку відмови сполучення на мережевому рівні він налагоджує інше мережеве сполучення. Транспортний рівень виконує мультиплексування та роз'єднання сполучень, пріоритетне передавання блоків, оптимізує параметри передавання.

## Мережевий рівень
Мережевий рівень виконує ретранслювання даних через одну або кілька систем, а також забезпечує для транспортного рівня незалежність від методів та засобів комутації, різних маршрутів у фізичних засобах сполучення. На цьому рівні реалізується маршрутизація інформації, тобто відбувається вибирання шляхів передавання блоків залежно від адреси призначення та інших характеристик (таких як завантаженість або надійність окремих проміжних сполучень). Протокольні блоки даних на мережевому рівні називають пакетами.

## Канальний рівень
Канальний рівень призначений для передавання блоків даних через одне фізичне сполучення. Тому на мережевому рівні типи фізичних сполучень, які розміщені нижче, не відомі.
Протокольні блоки даних канального рівня називають кадрами. Важливою функцією, яка може виконуватися на канальному рівні, є селекція інформації — відбір серед усіх прийнятих блоків тільки тих, які адресовані конкретній системі.

## Фізичний рівень
Фізичний рівень є найнижчим рівнем моделі і призначений для передачі і отримання неструктурованого потоку біт через фізичне середовище. Він визначає механічні, електричні, функційні та процедурні характеристики, які описують доступ до фізичних сполучень. Фізичне сполучення забезпечує прозорість, тобто передавання довільної послідовності бітів. Через одне фізичне сполучення інформацію можуть передавати кілька канальних об'єктів або одне канальне сполучення можуть обслуговувати кілька фізичних. 
Він забезпечує:
- Кодування даних: змінює просте цифрове представлення сигналу (логічні "1" і "0"), що використовується в ПК з урахуванням характеристик фізичного середовища, і допомагає в синхронізації пакетів і бітів. В свою чергу під час цього визначається: 
  - який стан сигналу представляє бінарну одиницю ("1"),
  - як клієнтська станція знає коли почалася передача даних,
  - як клієнтська станція розбиває пакети

- З’єднання з фізичним середовищем, забезпечуючи різні можливості роботи з середовищем:
  - чи буде зовнішній трансивер використаний для підключення до середовища?
  - скільки ніжок контакту мають роз'єми і для чого кожна з них використовується?

- Техніку передачі: визначає як будуть передаватися закодовані біти чи у вигляді цифрового сигналу або широкосмугового (аналогового) сигналу.

- Фізичну передачу: передає біти у вигляді електричних або оптичних сигналів в відповідному до фізичного оточенні форматі, і визначає:
  - Які параметри фізичного середовища можна задіяти
  - Скільки вольт/дБ повинно використовуватись для даного стану сигналу, при використанні даного фізичного середовища.

Існує два типи фізичних сполучень для передавання даних:

- двопунктове (point-to-point connection) — це сполучення між двома станціями;
- багатопунктове (multipoint connection) — між трьома і більше станціями. На фізичному рівні відбувається прослуховування багатопунктового сполучення для визначення наявності передавання, зіткнення кадрів та ін.